# دث
دث (به انگلیسی: Death) نام یک گروه دث متال آمریکایی بود که در سال ۱۹۸۳ به همت چاک شولدینر تشکیل شد. چاک را خالق و آفریننده سبک دث متال می‌دانند. گروه در سال ۲۰۰۱ به علت فوت شولدینر بر اثر تومور مغزی از هم پاشید. اگر چه نامش برای همیشه در سبک هوی متال جاوید ماند. دث به عنوان یکی از تأثیرگذارترین گروه‌ها در سبک دث متال مشهور است. نخستین آلبوم دث یعنی زخم خونین را فریاد کن را اولین اثر در سبک دث متال دانسته‌اند. تا سال ۲۰۱۳ میلادی گروه دث، موفق به فروش بیش از سه میلیون نسخه از آلبوم‌های خود در سرتاسر جهان شده‌است، که بیش از یک میلیون نسخه از آن به تنهایی در آمریکا به فروش رفته‌است. به گفته ساوند اسکن پرفروشترین آلبوم‌ها با سبک دث متال در سرتاسر جهان در اختیار دث است.

## زندگی‌نامه

### تاریخچه اولیه (۱۹۸۳–۱۹۸۷)

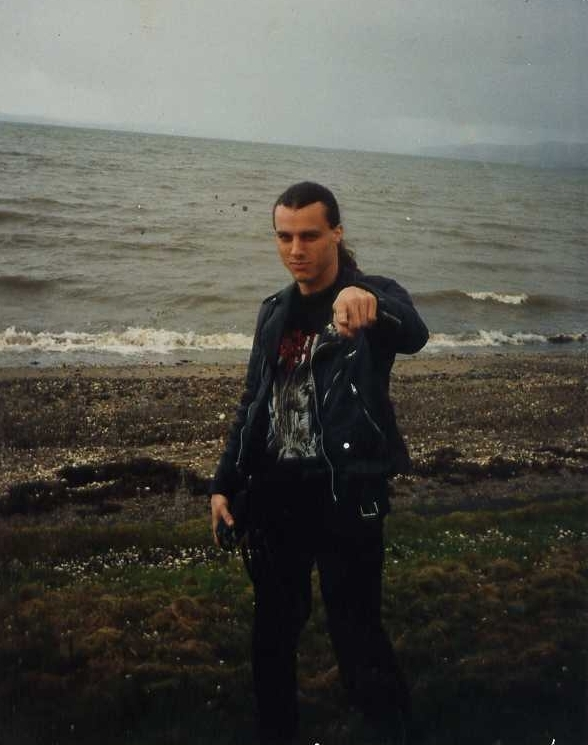
چاک شولدینر، بنیان‌گذار دث.

گروه در سال ۱۹۸۳ توسط چاک شولدینر و با نام اصلی منتس در اورلاندو تأسیس شده. دث همراه با گروه کالیفرنیای و ترش پوزسد در این میان به عنوان پیشگامان اولیه سبک دث متال به‌طور کامل شناخته می‌شوند. در اواخر دهه ۸۰، هر دو گروه با ارائه آلبوم و انتشار آن در سطح بین‌المللی توانستن تعریف درستی از سبک دث متال را بیان کنند.
همراه با کام لی (بارنی کامالانی لی) و ریک رز (فردریک دلایلو)، شولداینر شروع به نوشتن آهنگ‌ها کرد و آن‌ها را همراه با تمرینات فردی بر روی یک نوار کاست در سال ۱۹۸۴ منتشر کرد. این نوار به همراه آلبوم دموی مرگ با متال که به صورت جهانی توزیع شد به سرعت باعث شناخته شدن نام گروه شد. در سال ۱۹۸۴ شولدینر منتس را منحل کرد و به سرعت شروع به ساختن گروهی تحت نام دث کرد. تیم آیمار در مقاله که در دسامبر سال ۲۰۱۰ منتشر شد، گفت: چاک شولداینر تغییر نام گروه به دث را پس از مرگ برادر خود فرانک انجام داد و آن را «نگرش مثبت» می‌دانست. اعضاء گروه که شامل ریک رز و کام لی بود آلبوم دموی دیگری را تحت عنوان سلطنت با وحشت را ارائه کردند.
در سال ۱۹۸۵ و پس از ضبط و انتشار نوار کاست مرگ جهنمی، شولدینر تصمیم به اخراج لی و رز گرفت و برای جایگزینی آن دو از بیسیست و گیتاریست گروه ریپالیسیون اسکات کارلسون و مت الیوو استفاده کرد اما به دلیل نبودن درامر به تبع گروه بار دیگر منحل شد. شولدینر به منطقه خلیج سانفرانسیسکو نقل مکان کرد و درامر گروه دی ار آی اریک برشت را استخدام کرد ولی او از بودن در دث خوشحال نبود و با این تجسم گروه را ترک کرد و به گروه خود در فلوریدا بازگشت. در سال ۱۹۸۶، گروه ترش اسلاوتر برای نوازندگی در آلبوم خود از شولدینر دعوت کرد و او نیز پذیرفت و به کانادا رفت، این تنها دو هفته به طول انجامید و او موقعیت را که مدنظر داشت به‌دست نیاورد. او به فلوریدا بازگشت و سپس به سرعت دوباره به منطقه خلیج سانفرانسیسکو رفت، جایی که او با کریس ریفرت آشنا شد. آن‌ها آلبوم دموی تحریف را ضبط کردند، که منجر به بستن قرارداد با کومبت شد، شرکت مهم در توزیع آثار بود (که بعدها تبدیل شد به ریلاتیویتی) و آن‌ها را قادر ساخت که اولین ال پی خود را ضبط کنند.
زخم خونین را فریاد کن در سال ۱۹۸۶ منتشر شد، که به‌طور خاص آن را یک قالب برای سبک دث متال می‌دانند. شولدینر به‌طور خلاصه به نوازندگی پرداخت و بیشتر جان هند نوازندگی گیتار را برعهده داشت. اما هند نیز زیاد در این آلبوم ظاهر نمی‌شود (هر چند عکس او دیده می‌شود). در این هنگام شولدینر به فلوریدا بازمی‌گردد و کریس ریفرت را نیز ترک می‌کند. او به هم گروه قبلی خود ریک رز می‌پیوندد و دو تن از اعضای گروه ریک مساکر، تری باتلر و بیل اندروز نیز به آن‌ها ملحق می‌شوند.

### اواسط دوران (۱۹۸۸–۱۹۹۲)
در سال ۱۹۸۸، گروه با همین ترکیب آلبوم جزام را روانه بازار کرد. بعد از کلی سفر در حمایت از آلبوم، از جمله تور سریع و بد برنامه‌ریزی شده در اروپا، ریک رز در سال ۱۹۸۹ اخراج شد. پس از یک تور در مکزیک گیتاریست برجسته پل مسویدال (که بعداً به اردوگاه دث پیوست) گروه را ترک کرد و جیمز مورفی جایگزین او شد و گروه کار ضبط آلبوم سوم خود با نام شفابخش روحانی را در تابستان سال ۱۹۸۹ در تمپا شروع کرد. مورفی نسبتاً سریع گروه را ترک کرد. در این زمان شولدینر گفتن اشعار در مورد «گور» را رها کرد و بیشتر به انتقادات اجتماعی در سبک شعری دث پرداخت و از پیشرفت در سبک بروتال دث متال و پیچیده‌تر کردن آن به سبک تکنیکال دث متال رو آورد. ملودی اضافی در آهنگ‌های گروه دیده می‌شد و نیز زمان بیشتری به تنوع و ساختار آهنگ داده شده بود.
در سال ۱۹۹۰ و در آستانه تور اروپا، شولیدنر تصمیم به شرکت نکردن در این تور گرفت، در دقایق آخر او احساس کرد که تور به اندازه کافی خوب سازماندهی نشده‌است (با استناد به تور قبلی گروه در سال ۱۹۸۸ که در اروپا برگزار شده بود). اندروز و باتلر در تور اروپا و با عنوان 'دث' و با استخدام والتر ترچلر (گیتار) و لویی کارسالز (خواننده) به جای شولدینر شرکت کردند، شولدینر خیلی شوک شد و این امر باعث انزجار او شد. شولدینر اقدام غیرقانونی باتلر و اندروز را نپذیرفت و آن‌ها را از گروه اخراج کرد.
شولدینر ایده گروه قبلی را تماماً رها کرد و به تنهایی کار بر روی آهنگ‌ها جدید را آغاز کرد. شولدینر استیو دی جرجیو را به گروه آورد و شان رینر و پل مسویدال را از گروه موسیقی سنیک که در فلوریدا و به‌طور زیرزمینی فعالیت می‌کرد، را به استخدام درآورد. در سال ۱۹۹۱، دث آلبوم بشر را منتشر کرد، که نسبت به آلبوم‌های پیشین گروه فنی‌تر و کامل تر بود. بشر هنوز پرفروش‌ترین آلبوم دث است و استقبال زیادی نیز از آن به عمل آمد. شبکه ام تی وی برای اولین ویدیو گروه آهنگ «فقدان ادراک» به کارگردانی دیوید بلاینو از آن‌ها تمجید کرد. دی جرجیو با توجه به تعهدات که با اولیه گروه قبلی خود سادوس داشت، پس از ضبط آلبوم بشر مجبور به ترک گروه شد و اسکات کارینو نوازنده بیس جایگزین او شد و در تور جهانی گروه شرکت کرد، او از اکتبر ۱۹۹۱ تا مارس سال ۱۹۹۲ در تورهای گروه حضور داشت و علاوه بر این در موزیک ویدئو «فقدان ادراک» نیز ظاهر شد.
شولدینر مدیر برنامه خود اریک گریف را پس از آلبوم شفابخش روحانی اخراج کرد، ولی اختلافات میان آن دو حل و فصل شد و او دوباره قبل از ضبط آلبوم بشر استخدام شد. اگر چه بین گریف و شولدینر دست کم دو پرونده حقوقی وجود داشت، اما شولدینر در مصاحبه ای با مجله ترش بورن از او با شخصیتی عالی یاد کرد و در مورد آنچه نویسنده از آن به عنوان "کار مخوف" و همکاری با گریف پرسید، چنین پاسخ داد: "ما به این نتیجه رسیدیم که فقط این کار باعث از بین رفتن تمام وقت ما می‌شود و اختلاف ما از یکدیگر کار احمقانه است". " سرنوشت راه درست را در برابر ما قرار می‌دهد… بله، تا به حال اتفاق زیادی بین ما رخ داده‌است، اما ما دوباره در حال همکاری با یکدیگر هستیم و بسیاری از نگرانی‌های ذهن من با بودن انسانی مانند اریک از بین می‌رود ". شولدینر در گفتگو با مجله میلواکی سنتنیل این مطالب را بیان می‌کند.

### سال‌های پایانی (۱۹۹۳–۲۰۰۱)
در سال ۱۹۹۳، شولدینر قادر به متقاعد کردن رینر و مسویدال برای ادامه همکاری با گروه نشد و آن‌ها به گروه سنیک ملحق شدند. شولدینر برای جایگزین آن‌ها از درامر ژن هالن از گروه ترش متال دارک انجل که به تازگی منحل شده بود و برای نوازندگی گیتار از اندی لاروک که در گروه کینگ دایموند مشغول بود، برای ضبط آلبوم الگوی تفکر فردی استفاده کرد. لاروک خود را موظف به بودن در گروه قبلی می‌دید و به این علت گروه را ترک کرد، شولدینر برای جایگزینی او در تورها از رالف سنتولا که در آن زمان یک نوازنده ناشناخته گیتار بود، استفاده کرد. دث از لحاظ تجاری و تأثیر در فرهنگ عمومی به موفقیت‌های زیادی دست یافت و حتی از روی ویدئو آهنگ جادوگر یک قسمت از سریال بیویس و بات‌هد در سال ۱۹۹۴ ساخته شده (بیویس به صورت مسخره صدای خواننده شولدینر را هنگام رانندگی درمی‌آورد، برای رفتن! 'با سبک دث متال). همچنین در سال ۱۹۹۴، دث به هشت سال رابطه خود با شرکت ریلاتیویتی پایان داد و با شرکت رود رانر که توزیع‌کننده آثار گروه در اروپا بود، قرارداد امضا کرد. در سال ۱۹۹۵ و در هنگام ضبط آلبوم نمادین، سنتولا و دی جرجیو گروه را ترک کردند و کلی کنلن و بابی کولبل که در فلوریدا به صورت زیرزمینی فعالیت می‌کردند، جایگزین شدند. برای تور نمادین برایان بنسون نوازنده بیس بود (کنلن به دلیل درگیری با شولدینر به گروه قبلی خود بازگشت و در این تور شرکت نکرد).
پس از آلبوم نمادین، شولدینر با توافق دو طرفه قرارداد نشر خود را با رود رانر فسخ کرد و شروع به نوشتن آهنگ برای گروه جدید خود کنترل دیناید که با سبک پروگرسیو متال بود، پرداخت. شولدینر با نوکلیر بلست برای انتشار آثار هر دو گروه دث و کنترل دیناید به توافق رسید و سپس شروع به نوشتن آهنگ برای آلبوم هفتم دث، آوای پایداری کرد. دث با ترکیب جدید خود که شامل ریچارد کریستی، شانون هام و اسکات سلندنین می‌شد عازم تمپا در فلوریدا شد تا آلبوم آوای پایداری را در استودیوئی موریساوند رکوردز ضبط کند. این آلبوم در سال ۱۹۹۸ توسط شرکت نشر آثار نوکلیر بلست منتشر شد.
بعد از دو آلبوم و تورهای حمایتی از آنها، شولدینر در کنار دث بروی گروه دیگر خود کنترل دیناید با کریستی و هام نیز متمرکز شد. در این بین استیو دی جورجیو جایگزین سلندنین شد، که بار دیگر سودمند باشد و تیم آیمار که یک خواننده در سبک پاور متال بود و به صورت زیرزمینی فعالیت می‌کرد به گروه آمد. اگر چه ترکیب گروه و سبک نوشتن تا حد زیادی همان بود و شولدینر در کنترل دیناید نقش زیادتری را بر عهده داشت، با این حال او با خشم شدیدتری در دث خوانندگی می‌کرد. به جای رها کردن گروه دث و آهنگ‌های که طرفداران می‌خواستند، او تصمیم به ایجاد یک گروه جدید گرفت: «برای من، این فقط یک موضوع در حال کامل شدن است و باید به درستی انجام شود. من قرار نیست این مسائل در گروه دث بیان کنم. من انتخاب مناسبی در تغییر نام گروه داشته‌ام. من سعی کردم همه چیز در راه درست قرار گیرد.» شولدینر اولین آلبوم  کنترل دینایت را به پایان رساند و در این هنگام تشخیص داده شد که او تومور مغزی دارد ولی او برنامه گروه برای تور ایالات متحده و کانادا را لغو نکرد. همان‌طور که وی بر روی آلبوم دوم کار می‌کرد، شرایط نیز بهبود یافت، اما تومور او را ضعیف تر می‌کرد و حال او نیز آسیب پذیرتر می‌شد. او به بیماری ذات الریه دچار شد و در بیمارستان بستری شد. در ۱۳ دسامبر سال ۲۰۰۱، شولدینر از بیمارستان مرخص شد و به خانه بازگشت، اما یک ساعت بعد، او درگذشت.

## میراث
زندگی‌نامه‌نویس موسیقی، گری شارپ-یانگ، دث را این گونه توصیف کرده‌است «یک گروه ساختارشکن… به فرماندهی سرباز پیاده‌نظام، چاک شولدینر» و آن گروه، دث، «یکی از سردمداران و پیش برندگان جنبش دث متال خواهد بود». اگر چه خود چاک همواره از پذیرفتن این نقش طفره می‌رفت و طی مصاحبه‌ای با وب گاه متال رولز نظر خود را این گونه بیان کرد «من فکر نمی‌کنم که باید نقش آفرینندهٔ دث متال را بازی کنم. من فقط یکی از اعضای گروه هستم و معتقدم دث یک گروه متال است».

## نوازندگان

### ترکیب نهایی
- چاک شولدینر: آواز، گیتار (۱۹۸۳ تا ۲۰۰۱)
- شانون هام: گیتار (۱۹۹۶ تا ۲۰۰۱)
- اسکات سلندنین: گیتار باس (۱۹۹۶ تا ۲۰۰۱)
- ریچارد کریستی: درامز (۱۹۹۶ تا ۲۰۰۱)

### نوازندگان قبلی

#### گیتار
- ریک رز: (۱۹۸۳ تا ۱۹۸۵, ۱۹۸۷ تا ۱۹۸۹)
- مت الیوو: (۱۹۸۵)
- جان هند: (۱۹۸۷;هرگز به عنوان اعضای گروه شناخته نمی‌شود، نه در آلبوم و نه در اجرای زنده حضور داشته، با این حال او اعتبار گروه در زخم خونین را فریاد کن است)
- پل مسویدال: (۱۹۸۹, ۱۹۹۱–۱۹۹۲)
- آلبرت گنزالس: (۱۹۹۰)
- جیمز مرفی: (۱۹۸۹)
- اندی لاروک: (۱۹۹۳)
- رالف سنتولا: (۱۹۹۳;هرگز با گروه کاری ثبت نکرد، اما در موزیک ویدئو «جادو» حضور داشت)
- کریگ لوسیچرو: (۱۹۹۳)
- بابی کولبل: (۱۹۹۵)

#### بیس
- اسکات کارلسون: (۱۹۸۵)
- اریک مید: (۱۹۸۵)
- تری باتلر: (۱۹۸۷ تا ۱۹۹۰)
- استیو دی جرجیو: (۱۹۸۶, ۱۹۹۱, ۱۹۹۳, ۱۹۹۵ فقط در دموی نمادین)
- اسکات کارینو: (تور انسانی)
- کلی کنلن: (۱۹۹۵)
- برایان بنسون: (تور نمادین)

#### درامز
- کام لی: (۱۹۸۳ تا ۱۹۸۵)
- اریک برشت: (۱۹۸۵)
- کریس ریفرت: (۱۹۸۶ تا ۱۹۸۷)
- بیل اندروز: (۱۹۸۷ تا ۱۹۹۰)
- شان رینر: (۱۹۹۱ تا ۱۹۹۲)
- ژن هالن: (۱۹۹۳ تا ۱۹۹۵)

## آلبوم‌ها

### آلبوم‌های استودیوئی
| نام آلبوم                      | سال انتشار |
| ۱. Scream Bloody Gore          | ۱۹۸۷       |
| ۲. Leprosy                     | ۱۹۸۸       |
| ۳. Spiritual Healing           | ۱۹۹۰       |
| ۴. Human                       | ۱۹۹۱       |
| ۵. Individual Thought Patterns | ۱۹۹۳       |
| ۶. Symbolic                    | ۱۹۹۵       |
| ۷. The Sound of Perseverance   | ۱۹۹۸       |

### آلبوم‌های اجرای زنده
| نام آلبوم                    | سال انتشار |
| ۱.(Live in L.A. (Death & Raw | ۲۰۰۱       |
| ۲.Live in Eindhoven          | ۲۰۰۱       |
| ۳.Live in Cottbus '98        | ۲۰۰۵       |